# カンニング竹山の新しい人生、始めます!
『カンニング竹山の新しい人生、始めます!』（カンニングたけやまの あたらしいじんせい はじめます!）は、BSテレ東で2019年4月21日から2020年4月5日まで放送されていた情報バラエティ番組である。

## 概要
カンニング竹山をMCに、「移住」「開業」「転職」など第二の人生を歩む人々にスポットライトを当てる情報バラエティー番組。
「人生100年と言われる時代の折り返し地点である50代」を主な視聴者層ととらえ、ライフスタイル番組として多様なテーマを取り上げる。竹山は「日曜の夜にゴロゴロしていたらリモコンでザッピングして見る番組」と捉えている。また類似番組との違いを「夢ばかり見せないこと」としている。肩の力を抜いてみる番組という意味を込め、番組ロゴは竹山による手書きの文字となっている（2019年3月1日に行われた「4月編成発表説明会」で書いたものを使用）。
2019年7月14日には初の2時間スペシャル『カンニング竹山の新しい人生、始めます! 2時間スペシャル』を放送した。

## 出演者
- カンニング竹山
- 角谷暁子

## スタッフ
- ナレーター：朝倉崇
- 構成：むらこし豪昭、板橋めぐみ
- 技術：千代田ビデオ
- 照明：テレビ東京アート
- 美術：本橋智子
- 美術デザイン：岡野真由子
- MA：麻布プラザ
- 編成：真船佳奈、三谷真智子
- リサーチ：ビスポ
- AP：須山英治、中島日登美
- ディレクター：山崎陽宏、矢舘雄大、山口陸、後藤岳陽、岡田康行、菊地航平、藤田駿
- 演出：谷田磨隆、馬渕武良
- プロデューサー：神山祐人[7]、宮澤正徹、米倉伸、黒木明紀、田中栄次
- 制作協力：KABUTO、NONPRO.
- 製作：BSテレ東、テレビ東京

## 音楽
- 挿入歌：「歓びの歌」半﨑美子（日本クラウン）
- エンディングテーマ：「イージュー★ライダー」奥田民生（ソニーレコーズ）